# Heliosciurus punctatus
Heliosciurus punctatus är en däggdjursart som först beskrevs av Coenraad Jacob Temminck 1853.  Heliosciurus punctatus ingår i släktet solekorrar, och familjen ekorrar. IUCN kategoriserar arten globalt som otillräckligt studerad.

## Taxonomi
Catalogue of Life och Wilson & Reeder (2005) skiljer mellan två underarter:
- Heliosciurus punctatus punctatus (Temminck, 1853)
- Heliosciurus punctatus savannius Thomas, 1923

Arten betraktades tidigare som en underart av den gambianska solekorren (H. gambianus punctatus).

## Beskrivning
Heliosciurus punctatus har lång, mjuk päls som är spräcklig i mörkbrunt och brungult på ovansidan och sidorna, gråaktig på buksidan. Svansen är lång, med mörka och ljusa ringar. Kroppslängden är för honorna mellan 36,5 och 52,4 cm, inklusive den 11,2 till 23 cm långa svansen. Vikten varierar mellan 114 och 256 g. För hanarna är motsvarande mått 35,5 till 41,2 cm (kroppslängd), 17 till 22 cm (svans) respektive 109 till 122 g (vikt).
Underarten H. punctatus punctatus är mörkare än H. punctatus savannius.

## Ekologi
Habitaten utgörs främst av regnskog och en blandning av regnskog och savann.
Underarten H. punctatus punctatus finns främst längs kusterna, medan H. punctatus savannius håller till i inlandet.

## Utbredning
Denna ekorre förekommer i västra Afrika från Sierra Leone och det mesta av Liberia, i en smal remsa genom Elfenbenskusten till västra Ghana. Inga fynd har rapporterats från Guinea, men man antar att arten finns där.